# Empire Awards 2003
L'8ª edizione degli Empire Awards, organizzata dalla rivista cinematografica inglese Empire,  si è svolta nel 2003, presso il Dorchester Hotel di Londra, e premiò i film usciti nel 2002.

## Candidati e vincitori
I vincitori sono indicati in grassetto.
 Miglior film 
- Il Signore degli Anelli: Le due torri  (The Lord of the Rings: The Two Towers), regia di Peter Jackson
- La morte può attendere (Die Another Day), regia di Lee Tamahori
- Minority Report, regia di Steven Spielberg
- Era mio padre (Road to Perdition), regia di Sam Mendes
- Spider-Man, regia di Sam Raimi

 Miglior film britannico 
- 28 giorni dopo (28 Days Later), regia di Danny Boyle
- 24 Hour Party People, regia di Michael Winterbottom
- About a Boy - Un ragazzo (About a Boy), regia di Chris Weitz e Paul Weitz
- Sognando Beckham (Bend It Like Beckham), regia di Gurinder Chadha
- Il guru (The Guru), regia di Daisy von Scherler Mayer

 Miglior attore 
- Tom Cruise - Minority Report
- Mike Myers - Austin Powers in Goldmember
- Viggo Mortensen - Il Signore degli Anelli: Le due Torri (The Lord of the Rings: The Two Towers)
- Colin Farrell - Minority Report
- Tom Hanks - Era mio padre (Road to Perdition)

 Miglior attore britannico 
- Hugh Grant - About a Boy - Un ragazzo (About a Boy)
- Steve Coogan - 24 Hour Party People
- Ian McKellen - Il Signore degli Anelli: Le due Torri (The Lord of the Rings: The Two Towers)
- Andy Serkis - Il Signore degli Anelli: Le due Torri (The Lord of the Rings: The Two Towers)
- Jude Law - Era mio padre (Road to Perdition)

 Miglior attrice 
- Kirsten Dunst - Spider-Man
- Jennifer Connelly - A Beautiful Mind
- Halle Berry - La morte può attendere (Die Another Day)
- Hilary Swank - Insomnia
- Miranda Otto - Il Signore degli Anelli: Le due Torri (The Lord of the Rings: The Two Towers)

 Miglior attrice britannica 
- Samantha Morton - Minority Report
- Keira Knightley - Sognando Beckham (Bend It Like Beckham)
- Kelly Macdonald - Gosford Park
- Helen Mirren - Gosford Park
- Emily Watson - Red Dragon

 Miglior regista 
- Steven Spielberg – Minority Report
- Peter Jackson – Il Signore degli Anelli: Le due Torri (The Lord of the Rings: The Two Towers)
- Steven Soderbergh – Ocean's Eleven - Fate il vostro gioco (Ocean's Eleven)
- M. Night Shyamalan – Signs
- Sam Raimi – Spider-Man

Miglior scena
- Il duello di Yoda - Star Wars: Episodio II - L'attacco dei cloni (Star Wars: Episode II - Attack of the Clones)
- La scena iniziale - Austin Powers in Goldmember
- La lotta con le spade - Agente 007 - La morte può attendere (Die Another Day)
- La riflessione di Gollum - Il Signore degli Anelli: Le due Torri (The Lord of the Rings: The Two Towers)
- I movimenti dello schermo azionato dal protagonista - Minority Report

 Miglior debutto 
- Rosamund Pike - La morte può attendere (Die Another Day)
- Cillian Murphy - 28 giorni dopo (28 Days Later)
- Parminder Nagra - Sognando Beckham (Bend It Like Beckham)
- Neil Marshall - Dog Soldiers
- Martin Compston - Sweet Sixteen

## Premi Onorari
- Independent Spirit Award: Michael Winterbottom e Andrew Eaton - 24 Hour Party People

- Lifetime Achievement Award: Dustin Hoffman